# 诺伊尔堡附近塞沃尼希
诺伊尔堡附近塞沃尼希是德国莱茵兰-普法尔茨州的一个市镇。总面积5.92平方公里，总人口54人，其中男性32人，女性22人（2011年12月31日），人口密度9人/平方公里。